# اشيل فان آكر
اشيل فان آكر (بالهولندية: Achille Honoré Van Acker)‏ (و. 1898 – 1975 م) هو سياسي بلجيكي، ولد في بروج، توفي في بروج، عن عمر يناهز 77 عاماً.

## مناصب
تولى منصب رئيس وزراء بلجيكا (23 أبريل 1954–26 يونيو 1958)، ورئيس وزراء بلجيكا (31 مارس 1946–3 أغسطس 1946)، ورئيس وزراء بلجيكا (12 فبراير 1945–13 مارس 1946)، وعضو مجلس النواب من بلجيكا.

## التعليم
تعلم في جامعة ليل للعلوم والتكنولوجيا.

## جوائز
حصل على جوائز منها:
- ميدالية الشرف الذهبية العظمى للخدمات المقدمة لجمهورية النمسا.

| المناصب السياسية     | المناصب السياسية                                | المناصب السياسية      |
| -------------------- | ----------------------------------------------- | --------------------- |
| سبقه Jean Van Houtte | رئيس وزراء بلجيكا 23 أبريل 1954 - 26 يونيو 1958 | تبعه Gaston Eyskens   |
| سبقه بول هنري سباك   | رئيس وزراء بلجيكا 31 مارس 1946 - 3 أغسطس 1946   | تبعه Camille Huysmans |
| سبقه Hubert Pierlot  | رئيس وزراء بلجيكا 12 فبراير 1945 - 13 مارس 1946 | تبعه بول هنري سباك    |

## روابط خارجية
- اشيل فان آكر على موقع مونزينجر (الألمانية)
- اشيل فان آكر على موقع ميوزك برينز (الإنجليزية)